# The Beast from 20,000 Fathoms
The Beast from 20,000 Fathoms (Nederlandse en Vlaamse bioscooptitel: Het monster uit verloren tijden) is een Amerikaanse sciencefiction/monsterfilm uit 1953, geregisseerd door Eugène Lourié. De hoofdrollen worden vertolkt door Paul Christian, Paula Raymond en Cecil Kellaway. De film is gebaseerd op het korte verhaal The Fog Horn van Ray Bradbury.
De film maakt gebruik van stop-motion en staat bekend als een van de eerste monsterfilms die het genre populair maakte in de jaren 50 en 60.

## Synopsis
De film begint in het poolgebied, waar een nucleaire test plaatsvindt genaamd Operation Experiment. De explosie laat echter een dinosaurus (in de film aangeduid als de Rhedosaurus) die 100 miljoen jaar in het ijs vastgevroren heeft gezeten ontwaken.
Het beest begeeft zich naar de Noord-Amerikaanse kust, waarbij hij onderweg een aantal vissersboten verwoest. Ook een vuurtoren sneuvelt. Het beest bereikt uiteindelijk Manhattan en houdt flink huis in de stad. 180 mensen komen om.
Het leger arriveert en weet het monster te verdrijven. Hierbij verwonden ze het beest. Het bloed van het beest dat op straat valt blijkt echter een prehistorische ziekte te bevatten die ook voor mensen schadelijk is. Deze ziekte maakt tevens dat het leger het beest niet gewoon kan opblazen omdat de ziekte dan verder verspreid wordt. Als alternatief plan wordt besloten het beest te infecteren met een radioactieve isotoop in de hoop dat dit hem fataal zal worden.
Het beest begeeft zich naar een attractiepark op Coney Island, waar de militaire sluipschutter Korporaal Stone hem opwacht met de isotoop. Hij schiet de isotoop vanuit een achtbaan in de keel van het beest, dat kort daarna sterft. Het park wordt voor de zekerheid platgebrand.

## Rolverdeling
| Acteur         | Personage                                  |
| -------------- | ------------------------------------------ |
| Paul Hubschmid | Professor Tom Nesbitt (als Paul Christian) |
| Paula Raymond  | Dr. Lee Hunter                             |
| Cecil Kellaway | Dr. Thurgood Elson                         |
| Kenneth Tobey  | Kolonel Jack Evans                         |
| Donald Woods   | Kapitein Phillip Jackson                   |
| Ross Elliott   | Professor George Ritchie                   |
| Jack Pennick   | Jacob Bowman                               |
| Lee Van Cleef  | Korporaal Stone                            |
| James Best     | Charlie                                    |

### Creaturen
- Rhedosaurus (fictieve dinosaurus)

## Achtergrond

### Het beest
Het monster in de film wordt aangeduid als een dinosaurus genaamd Rhedosaurus, maar qua uiterlijk vertoond het monster geen overeenkomsten met een bestaande dinosaurussoort. Zo heeft hij een gespleten tong, een schedel zoals dinosaurussen die niet hadden, en hagedisachtige schubben op zijn rug.

### Productie
Producers Jack Dietz and Hal E. Chester kregen in 1952, na het zien van een heruitgave van King Kong, het idee voor een film over een prehistorisch monster dat ontwaakt in de moderne tijd. Ze besloten om de groeiende angst voor de atoombom te combineren met het concept van een enorm monster. Rond dezelfde tijd kwam Ray Bradbury met zijn verhaal over een prehistorisch beest. De producers besloten hierop Bradbury’s verhaal te kopen voor de film om mee te kunnen liften op zijn reputatie. Bradbury’s verhaal droeg bij de originele publicatie in The Saturday Evening Post dezelfde titel als de film, maar hij liet dit later veranderen naar “The Fog Horn”.
De effecten voor het monster werden verzorgd door Ray Harryhausen. Hij had samengewerkt met Willis O'Brien, beroemd van de effecten voor King Kong. In het verhaal van Bradbury is het beest een brontosaurus, maar de producers veranderden dit naar een zelfverzonnen monster. Er waren plannen om het beest vuur te laten spuwen, maar dit plan werd geschrapt tijdens de voorproductie vanwege budgettaire redenen. Op de filmposter staat het monster wel al vuurspuwend afgebeeld. Op een van de eerste schetsen voor het monster had het beest nog een snavel.
De film werd geproduceerd met een budget van 210.000 dollar. Hij hergebruikte rekwisieten van de Amerikaanse filmproductiemaatschappij RKO Pictures, waaronder het dinosaurusskelet uit Bringing Up Baby (1938). De film bracht in totaal 5 miljoen dollar op.
De muziek van de film werd gecomponeerd door Michel Michelet. Toen Warner Brothers de rechten op de film in handen kreeg, lieten ze Michelet’s muziek vervangen door een nieuwe soundtrack gecomponeerd door David Buttolph. Ray Harryhausen had zelf graag gezien dat Max Steiner de muziek voor de film zou componeren, maar hij was te druk met andere opdrachten.

### Nasleep
The Beast from 20,000 Fathoms was de eerste live-action film over een enorm monster dat ontwaakt of ontstaat door een atoombom. Het succes van de film betekende het begin van een groot aantal soortgelijke films, waaronder de Japanse Godzilla-films. Andere films geïnspireerd door “The Beast from 20,000 Fathoms” waren Them!, Behemoth, the Sea Monster, Gorgo en meer recentelijk Cloverfield (2008).

## Prijzen en nominaties
In 1953 werd “The Beast from 20,000 Fathoms” genomineerd voor een Hugo Award voor Best Dramatic Presentation.